# All the Way
"All the Way" – jest to pierwszy singel brytyjskiego artysty R&B Craiga Davida z jego trzeciego albumu o nazwie The Story Goes.... Był to pierwszy singel wydany w wytwórni Warner Bros. Records, gdyż poprzednia wytwórnia Wildstar Records zbankrutowała. Po poprzednich singlach: "World Filled with Love" i "You Don’t Miss Your Water (’Til the Well Runs Dry)", będących w pierwszej dziesiątce na listach, "All the Way" Craiga powrócił do pierwszej trójki. Była to najwyższa pozycja wśród utworów z płyty The Story Goes.... Jednak nie najlepiej się sprzedawał w porównaniu do drugiego singla z tej płyty - "Don’t Love You No More (I’m Sorry)", który spędził ponad dwukrotnie więcej tygodni na liście UK Top 75.

## Teledysk
Teledysk utworu "All the Way" pojawił się 1 sierpnia 2007 roku w serwisie YouTube. Trwa on 3:43 minuty. Początkowo wideo ukazuje Davida śpiewającego/nagrywającego tytułowy utwór, następnie są pokazane sceny z imprezy w klubie oraz przyjęcia domowego. Końcówka teledysku to głównie sceny, przedstawiające Craiga razem z poznaną na imprezie dziewczyną. Teledysk do tego utworu był szóstym klipem wyreżyserowanym przez Max i Dania.

## Formaty i listy utworów
UK CD 1:
| Nr | Tytuł utworu                   | Długość |
| -- | ------------------------------ | ------- |
| 1. | „All the Way” (wersja radiowa) | 3:35    |
| 2. | „Take 'Em Off”                 | 4:06    |
|    |                                | 7:41    |

UK CD 2, Australia CD (Enhanced):
| Nr | Tytuł utworu                              | Długość |
| -- | ----------------------------------------- | ------- |
| 1. | „All the Way” (wersja radiowa)            | 3:35    |
| 2. | „Can You Feel Me”                         | 4:13    |
| 3. | „All the Way” (Kardinal Beats Remix)      | 4:18    |
| 4. | „All the Way” (Sandy Rivera Blackwiz Mix) | 7:17    |
| 5. | „All the Way” (teledysk)                  | 3:43    |
|    |                                           | 23:06   |

UK CD 3 (Promo):
| Nr | Tytuł utworu                             | Długość |
| -- | ---------------------------------------- | ------- |
| 1. | „All the Way” (Sandy Rivera Mix)         |         |
| 2. | „All the Way” (Sandy Rivera Dub)         |         |
| 3. | „All the Way” (H-Money Without Rap Edit) |         |
| 4. | „All the Way” (Kardinal Beats Vocal)     |         |
| 5. | „All the Way”                            |         |

UK & Europe CD (Promo):
| Nr | Tytuł utworu  | Długość |
| -- | ------------- | ------- |
| 1. | „All the Way” | 3:35    |

UK 12" Vinyl (Promo):
| Nr | Tytuł utworu                              | Długość |
| -- | ----------------------------------------- | ------- |
| 1. | „All the Way”                             | 3:35    |
| 2. | „All the Way” (Sandy Rivera Blackwiz Mix) | 7:17    |
| 3. | „All the Way” (H-Money Mix)               | 4:25    |
| 4. | „All the Way” (Kardinal Beats Remix)      | 4:18    |
|    |                                           | 19:35   |

Europe 12" Vinyl (45 RPM, Promo):
| Nr | Tytuł utworu                                           | Długość |
| -- | ------------------------------------------------------ | ------- |
| 1. | „All the Way” (Kardinal Beats Club Mix)                |         |
| 2. | „All the Way” (Kardinal Beats Club Mix - Instrumental) |         |
| 3. | „All the Way” (wersja radiowa)                         |         |
| 4. | „All the Way” (a cappella)                             |         |

iTunes:
| Nr | Tytuł utworu                              | Długość |
| -- | ----------------------------------------- | ------- |
| 1. | „All the Way” (wersja radiowa)            | 3:33    |
| 2. | „Can You Feel Me”                         | 4:13    |
| 3. | „All the Way” (Kardinal Beats Remix)      | 4:18    |
| 4. | „All the Way” (Sandy Rivera Blackwiz Mix) | 7:17    |
|    |                                           | 19:21   |

iTunes (remiksy i gościnne, sprzedawane oddzielnie):
| Nr | Tytuł utworu                      | Długość |
| -- | --------------------------------- | ------- |
| 1. | „All the Way” (feat. Bonnie Pink) | 3:47    |
| 2. | „All the Way” (New Master)        | 3:35    |

## Pozycje na listach
Singel pojawił się na 3. miejscu na UK Singles Chart, dzięki czemu Craig David powrócił do Top40 artystów w Wielkiej Brytanii. "All the Way" spędził sześć tygodni na UK Top 75.
| Lista                    | Najlepsza pozycja |
| ------------------------ | ----------------- |
| RPA 5 FM Top 40          | 27                |
| Australian Singles Chart | 31                |
| Austrian Singles Chart   | 61                |
| Belgian Singles Chart    | 28                |
| Danish Singles Chart     | 8                 |
| Dutch Singles Chart      | 47                |
| French Singles Chart     | 23                |
| German Singles Chart     | 38                |
| Italian Singles Chart    | 12                |
| Irish Singles Chart      | 27                |
| Japan Singles Chart      | 1                 |
| Russia Singles Chart     | 19                |
| Spanish Singles Chart    | 4                 |
| Swedish Singles Chart    | 33                |
| Swiss Singles Chart      | 18                |
| Węgry (Rádiós Top 40)    | 13                |
| UK Singles Chart         | 3                 |
| World Singles Chart      | 11                |
| World Chart Show         | 7                 |